# Mnionychus horridus
Mnionychus horridus is een keversoort uit de familie somberkevers (Zopheridae). De wetenschappelijke naam van de soort werd in 1919 gepubliceerd door Carter.